# إيلاس
الملك إيلاس، هو أقدم ملك نوميدي في الماسيل «نوميديا الشرقية».

## بداية حكمه

### تولي السلطة

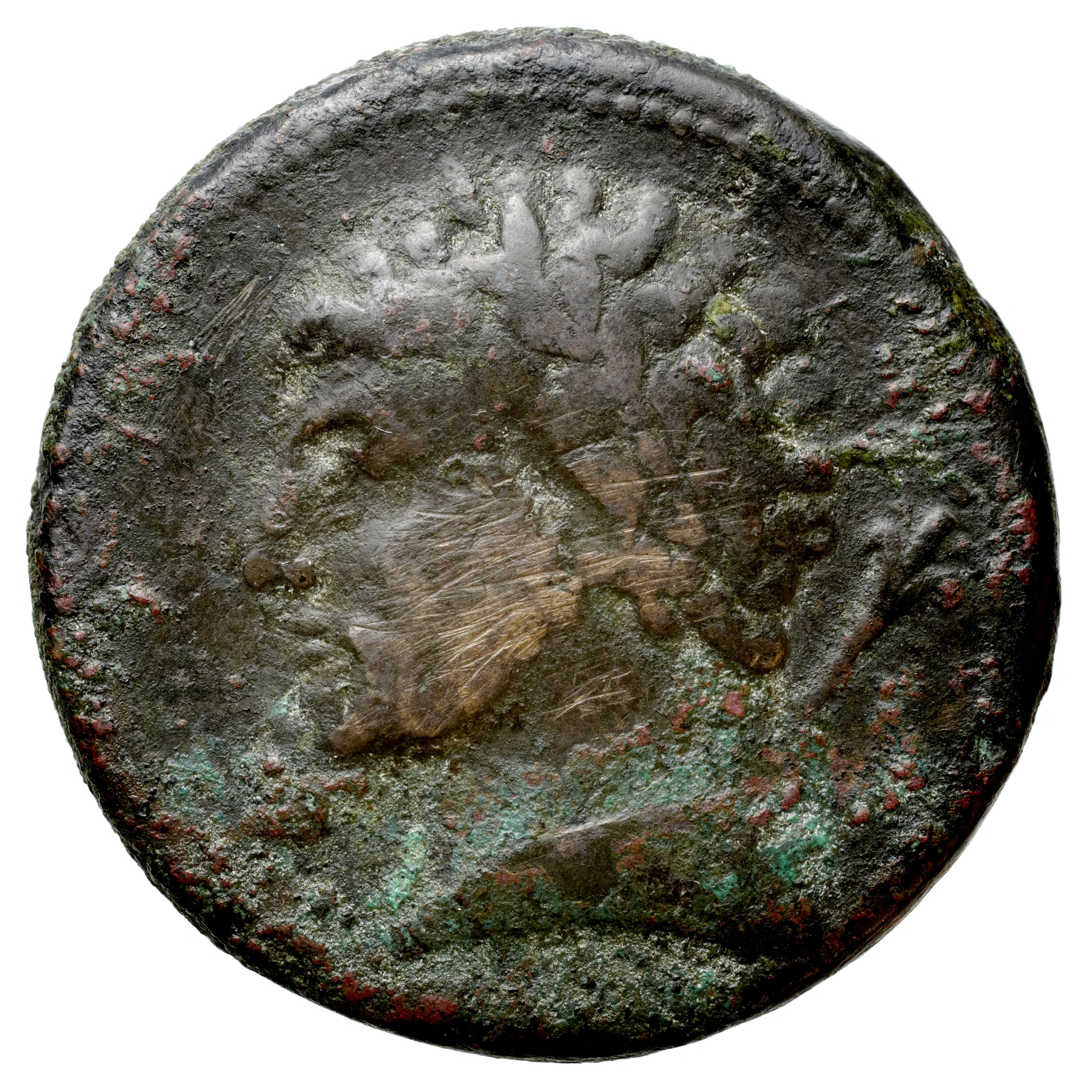
ماسينيسا أخر ملوك مملكة الماسيل ومؤسس نوميديا أحد احفاد إيلاس

تكونت مملكة الماسيل عن طريق تحالفات كبيرة تنتخب حاكما لها يتولى شؤونها، غير أنه الوضع تغير بعد بروز جيران أقوياء من الجهة الغربية واشتداد المنافسة معهم وهم الماسيسيل ,تأثر الماسيل بالأرض الثرية والحضارة الغنية شرقا أي حضارة قرطاج يرجح فرضية أن الماسيل تبنوا نظام الحكم الملكي الوراثي من هذين المنافسين ، أيا كان فقد اعتلى إيلاس (أقدم ملك لماسيلي بينته لنا النصوص التاريخية كديودور الصقلي) عرش مملكة الماسيل مثبتا فيها النظام الوراثي الذي سينشئ سلالة حاكمة جديدة، يرجح ان هذه الأحداث حصلت ما بين القرن الثالث والقرن الرابع ق م مكونة بذالك عائلة جديدة ستحكم مملكة تهيمن بها لاحقا على اغلب شمال افريقيا، كما كان تحالفهم مع قرطاج سيدوم لعهد معتبر قبل ان يغيره اللأغليد ماسينيسا إلى روما بعد الحروب البونية.